# Mr Selfridge

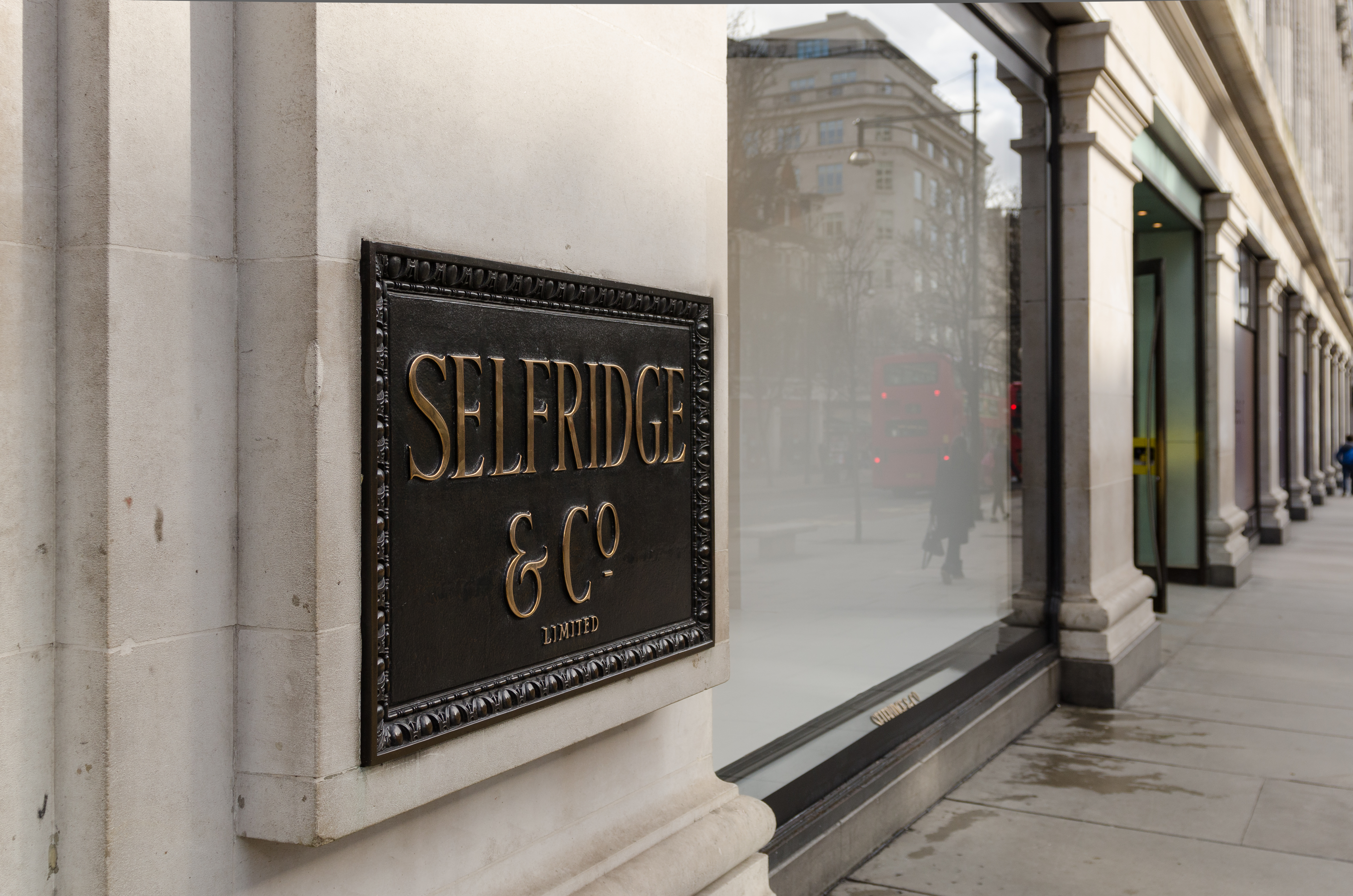
Varuhuset på Oxford Street idag, London.

Mr Selfridge är en brittisk dramaserie från 2013 till 2016 som handlar om varuhuset Selfridges och dess grundare Harry Gordon Selfridge. Handlingen utspelar sig mellan åren 1908 och 1928. Serien sändes i SVT våren 2013 och 2014. Den 21 februari 2014 stod det klart att en tredje säsong skulle sändas 2015, och den 13 mars 2015 gick ITV ut och berättade att serien skulle få en fjärde säsong med 10 avsnitt. Den sista säsongen sändes 2016.

## Handling
Den färgstarke amerikanske affärsmannen och entreprenören Harry Selfridge vill efter att ha förvandlat Chicagos Marshall Field's till ett modernt varuhus erövra London och ge staden ett lika uppdaterat varuhus. Han beslutar sig för att bygga det största och flottaste varuhuset i slutet av Oxford Street. När Selfridges partner lämnar projektet får han istället stöd av Lady Mae Loxley och hennes kontakter som investerar i hans vision. 

## Rollista i urval

### Familjen Selfridge
- Jeremy Piven – Harry Gordon Selfridge[2]
- Frances O'Connor – Rose Selfridge
- Kika Markham – Lois Selfridge, Harrys mor
- Adam Wilson/Greg Austin – Gordon Selfridge
- Poppy Lee Friar/Kara Tointon – Rosalie Selfridge
- Freya Wilson/Millie Brady/Hannah Tointon – Violette Selfridge
- Raffey Cassidy/Alana Boden – Beatrice Selfridge
- Amy Morgan – Grace Calthorpe
- Zoë Wanamaker – Prinsessan Marie Wiasemsky de Bolotoff
- Leon Ockenden – Serge de Bolotoff

### Selfridges personal
- Ron Cook – Arthur Crabb
- Tom Goodman-Hill – Roger Grove
- Amanda Abbington – Josie Mardle
- Trystan Gravelle – Victor Colleano
- Samuel West – Frank Edwards (baserad på Frank Harris)
- Amy Beth Hayes – Kitty Hawkins/Edwards
- Calum Callaghan – George Towler
- Deborah Cornelius – Miss Blenkinsop
- Aisling Loftus – Agnes Towler
- Grégory Fitoussi – Henri Leclair
- Lauren Crace – Doris Miller/Grove
- Anna Madeley – Irene Ravillious

### Övriga
- Katherine Kelly – Lady Mae Loxley
- Aidan McArdle – Lord Loxley
- Zoe Tapper – Ellen Love
- Polly Walker – Delphine Day